# Ланселот-Грааль

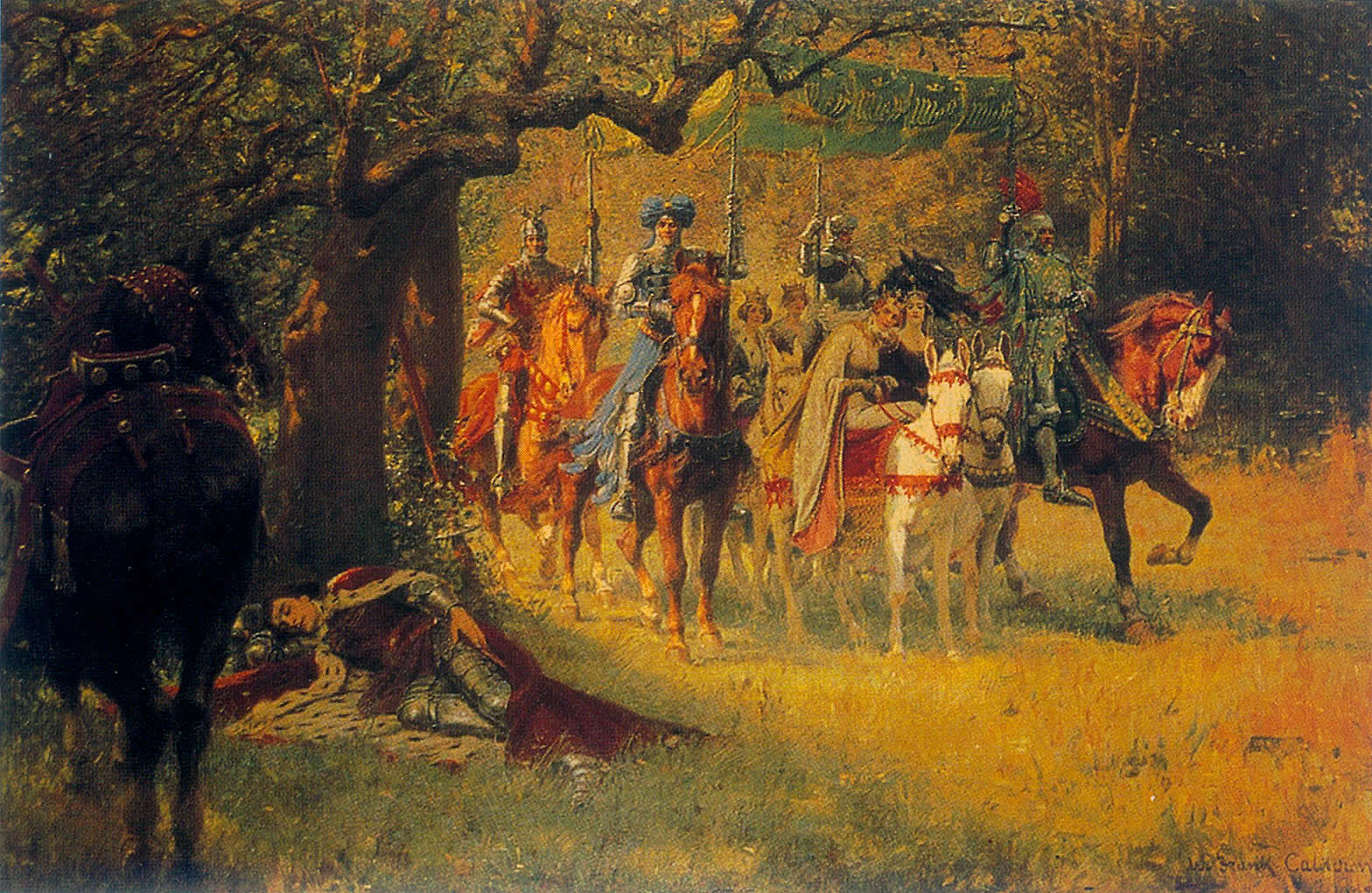
Эдвард Коли Бёрн-Джонс «Ланселот у часовни святого Грааля» (1870)

«Лансело́т-Граа́ль», «Лансело́т в про́зе», также «Вульга́та» (фр. Lancelot-Graal, Lancelot en prose, Vulgate), — анонимный цикл рыцарских романов в прозе на темы артуровских легенд (артуровский цикл). Создан около 1230 года на старофранцузском языке. Состоит из пяти частей: «История Грааля», «Мерлин», «Книга о Ланселоте Озёрном», «Поиски Святого Грааля», «Смерть Артура».
Возник после написания стихотворных романов Кретьеном де Труа, создателем бретонского цикла (XII век). Повлиял на создание анонимными авторами романа «Тристан в прозе», известного в переводах на русский язык как «Роман о Тристане и Изольде» (XIII век). «Ланселот-Грааль» — один из основных источников «Смерти Артура» Томаса Мэлори (XV век).

## Состав цикла
«Вульгате» предшествовал другой цикл, обычно именуемый специалистами «циклом Персеваля» или «циклом псевдо-Борона».
«Ланселот-Грааль» представляет собой самый значительный и наиболее объёмный прозаический цикл, связанный с артуровскими легендами. Заглавному персонажу Ланселоту отведены первые три романа цикла:
- «Ланселот в прозе» (фр. Lancelot en prose), около 1215—1235[4]Иллюстрация к «Ланселоту в прозе» (рукопись XV века)

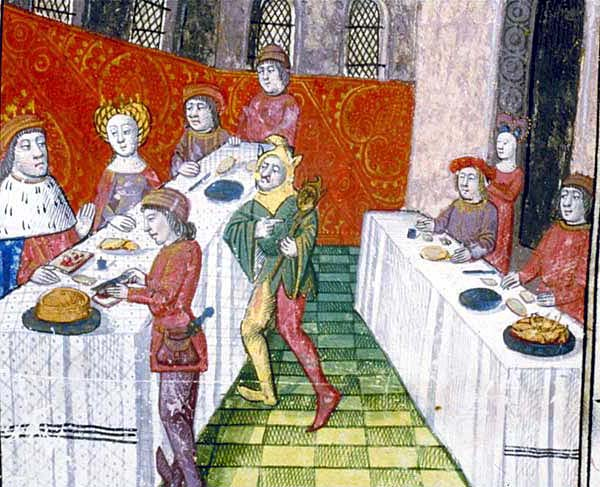
Иллюстрация к «Ланселоту в прозе» (рукопись XV века)

- «Поиск Святого Грааля» (фр. La queste del saint Graal), 1225—1230[5]
- «Смерть короля Артура» (фр. La mort le roi Artu), около 1230[6]

Позднее к ним были добавлены ещё два романа (приквелы), повествующие о предшествующих событиях — об истории создания королевства Артура до рождения Ланселота.
- «История Святого Грааля» (фр. L’estoire del sant Graal), около 1230—1235[7]
- «Роман о Мерлине» в прозе (фр. Le roman de Merlin en prose), 1200—1210, несмотря на анонимность, приписывается Роберу де Борону[8]

До начала XX века эти две части цикла (приквелы) приписывались Вальтеру Мапу, поскольку в некоторых манускриптах имеются ссылки на его авторство. В настоящее время авторство Мапа считается не достоверным из-за расхождений в датировках смерти писателя и создания романов: Мап умер раньше появления приписываемых ему сочинений.
Все приведённые названия условны, поскольку каждый роман сохранился в многочисленных рукописных версиях и фрагментах под различающимися названиями. Например, в рукописи ms. BnF, fr. 751 фрагмент романа имеет титул La chevance de Galaad, хотя условным общепринятым названием романа является La queste del saint Graal. В отечественное литературоведение А. Д. Михайлов, обращавший внимание на то, что у большинства памятников средневековой литературы нет аутентичных названий, ввёл несколько иные наименования самостоятельных частей цикла: «Книга о Ланселоте Озерном», «Поиски Святого Грааля», «Смерть Артура», «История Грааля», «Мерлин».
Обширную «Книгу о Ланселоте Озерном» можно назвать субциклом, содержащим малые книги, условно именуемые «Романом о Галеоте», «Романом о телеге» и «Романом об Агравейне». Последний роман в научной литературе называют также «Подготовкой поисков Грааля». Некоторые упомянутые сочинения в прозе следует отличать от одноимённых романов в стихах Кретьена де Труа и Робера де Борона. С другой стороны и в свою очередь, прозаические аутентичные тексты XIII—XIV веков и их критические издания отличаются от современных литературных обработок, например от адаптаций цикла Les Romans de la table ronde, изданных Жаком Буленже (Jacques Boulenger) в 1922 году.

## Критические издания
- Lestoire del Saint Graal // The vulgate version of the Arthurian romances :  [фр.] : en 8 vol. / Edited from manuscripts in the British Museum by Heinrich Oskar Sommer. — Washington : Carnegie Institution of Washington, 1909. — Vol. 1. — XXXII+296 p.
- Lestoire de Merlin // The vulgate version of the Arthurian romances :  [фр.] : en 8 vol. / Edited from manuscripts in the British Museum by Heinrich Oskar Sommer. — Washington : Carnegie Institution of Washington, 1908. — Vol. 2. — 466 p.
- Le livre de Lancelot del Lac. Part I // The vulgate version of the Arthurian romances :  [фр.] : en 8 vol. / Edited from manuscripts in the British Museum by Heinrich Oskar Sommer. — Washington : Carnegie Institution of Washington, 1910. — Vol. 3. — 430 p.
- Le livre de Lancelot del Lac. Part II // The vulgate version of the Arthurian romances :  [фр.] : en 8 vol. / Edited from manuscripts in the British Museum by Heinrich Oskar Sommer. — Washington : Carnegie Institution of Washington, 1911. — Vol. 4. — 399 p.
- Le livre de Lancelot del Lac. Part III // The vulgate version of the Arthurian romances :  [фр.] : en 8 vol. / Edited from manuscripts in the British Museum by Heinrich Oskar Sommer. — Washington : Carnegie Institution of Washington, 1912. — Vol. 5. — 474 p.
- Les aventures ou la queste del Saint Graal. La mort le roi Artus // The vulgate version of the Arthurian romances :  [фр.] : en 8 vol. / Edited from manuscripts in the British Museum by Heinrich Oskar Sommer. — Washington : Carnegie Institution of Washington, 1913. — Vol. 6. — 391 p.
- Supplement: Le livre d'Artus, with glossary // The vulgate version of the Arthurian romances :  [фр.] : en 8 vol. / Edited from manuscripts in the British Museum by Heinrich Oskar Sommer. — Washington : Carnegie Institution of Washington, 1913. — Vol. 7. — 370 p.
- Index of names and places to v. I-VIII // The vulgate version of the Arthurian romances :  [англ.] : in 8 vol. / Edited from manuscripts in the British Museum by Heinrich Oskar Sommer. — Washington : Carnegie Institution of Washington, 1916. — Vol. 8. — 85 p.
- Lancelot // Roman en prose du XIIIe siècle: [фр.] : en 8 volumes / Edition critique avec introduction et notes par Alexandre Micha. — Genève : Droz, 1978—1982.